# Staffelberg-Bräu
Die Staffelberg-Bräu ist eine Brauerei im Ortsteil Loffeld der Stadt Bad Staffelstein im oberfränkischen Landkreis Lichtenfels.

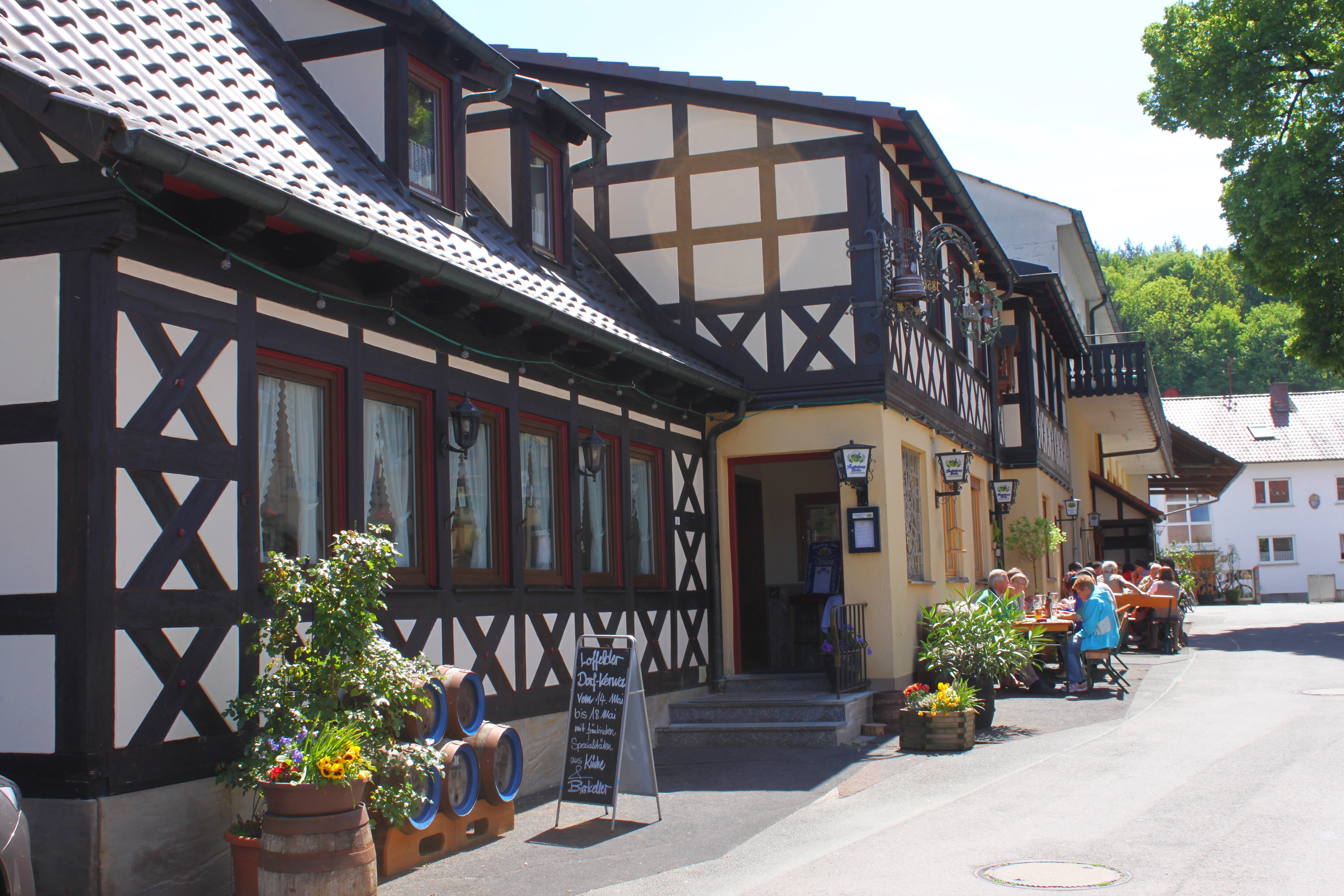
Der Eingangsbereich des Brauereigasthofes Staffelberg-Bräu

## Geschichte
Anfang des 19. Jahrhunderts besaß Jakob Geltner eine Schankwirtschaft. Einer seiner Söhne, ebenfalls mit Namen Jakob, kaufte 1850 ein Haus in Loffeld (Hs-Nr. 8) und eröffnete 1856 dort eine Brauerei. 1866 errichtete er ein eigenes Brauhaus, 1876 eine Fasshalle. Markenzeichen der Brauerei ist der rot-blaue Zwerg mit einem Maßkrug in der Hand.
Der Gasthof liegt günstig für Pilger nach Vierzehnheiligen und Wanderer auf den Staffelberg.

## Sorten
Die Staffelberg-Bräu stellt mit Stand 2017 zwölf Biersorten (die vier Sorten Heller Maibock, Sommerbier, Festbier und Doppel-Bock allerdings nur saisonal) sowie elf Limonadensorten und zwei Mineralwassersorten her. Im Jahr 2017 wurden 10.000 Hektoliter Bier produziert.